# Педаспеа
Пе́даспеа (эст. Pedaspea) — деревня на севере Эстонии в волости Куусалу, уезд Харьюмаа. 

## География и описание
Деревня расположена на берегу залива Колга, на территории национального парка Лахемаа. Высота над уровнем моря — 18 метров.
Климат умеренный. Официальный язык — эстонский. Почтовый индекс — 74718.

## Население
По данным переписи населения 2021 года, в Педаспеа проживали 24 человека, из них 22 (91,7 %) — эстонцы.
Численность населения деревни Педаспеа по данным переписей населения:
| Год  | 1959 | 1970 | 1979 | 1989 | 2000 | 2011 | 2021 |
| ---- | ---- | ---- | ---- | ---- | ---- | ---- | ---- |
| Чел. | 59   | ↘ 49 | ↘ 46 | ↘ 25 | ↘ 23 | ↗ 31 | ↘ 24 |

## История
В письменных источниках 1586 года упоминается Pedispee, 1687 года — Peddaßpäbÿ, 1798 года — Peddaspä, 1913 года —  Pedaspäh, 1938 года — Pedaspää.
На военно-топографических картах Российской империи (1846–1863 годы), в состав которой входила Эстляндская губерния, деревня обозначена как Педаспе.
Педаспеа — прибрежная деревня, жители которой не считались настоящими рыбаками: согласно народным сказаниям, на протяжении веков они были искусными плотниками.

## Галерея

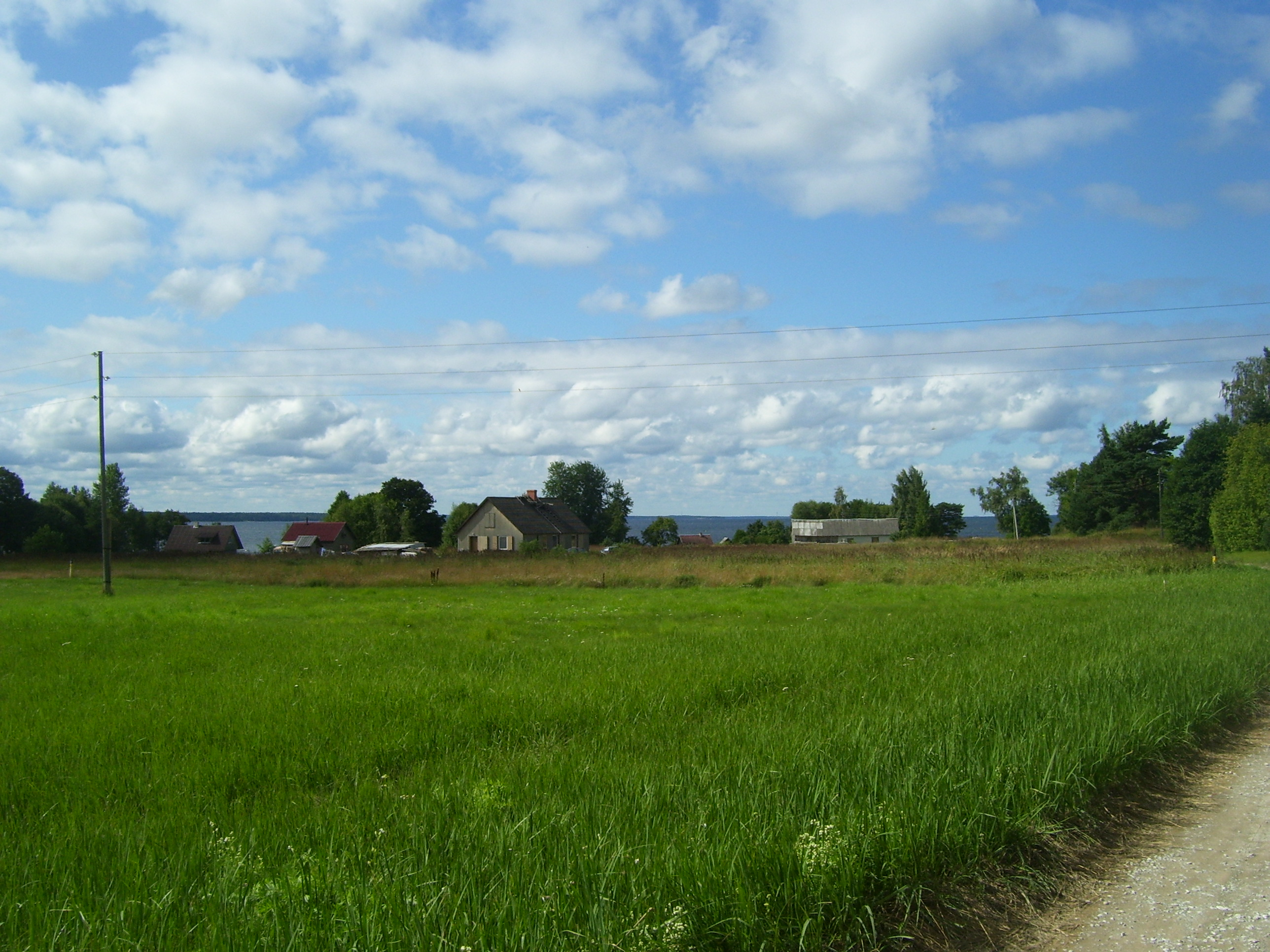
Вид на деревню с дороги
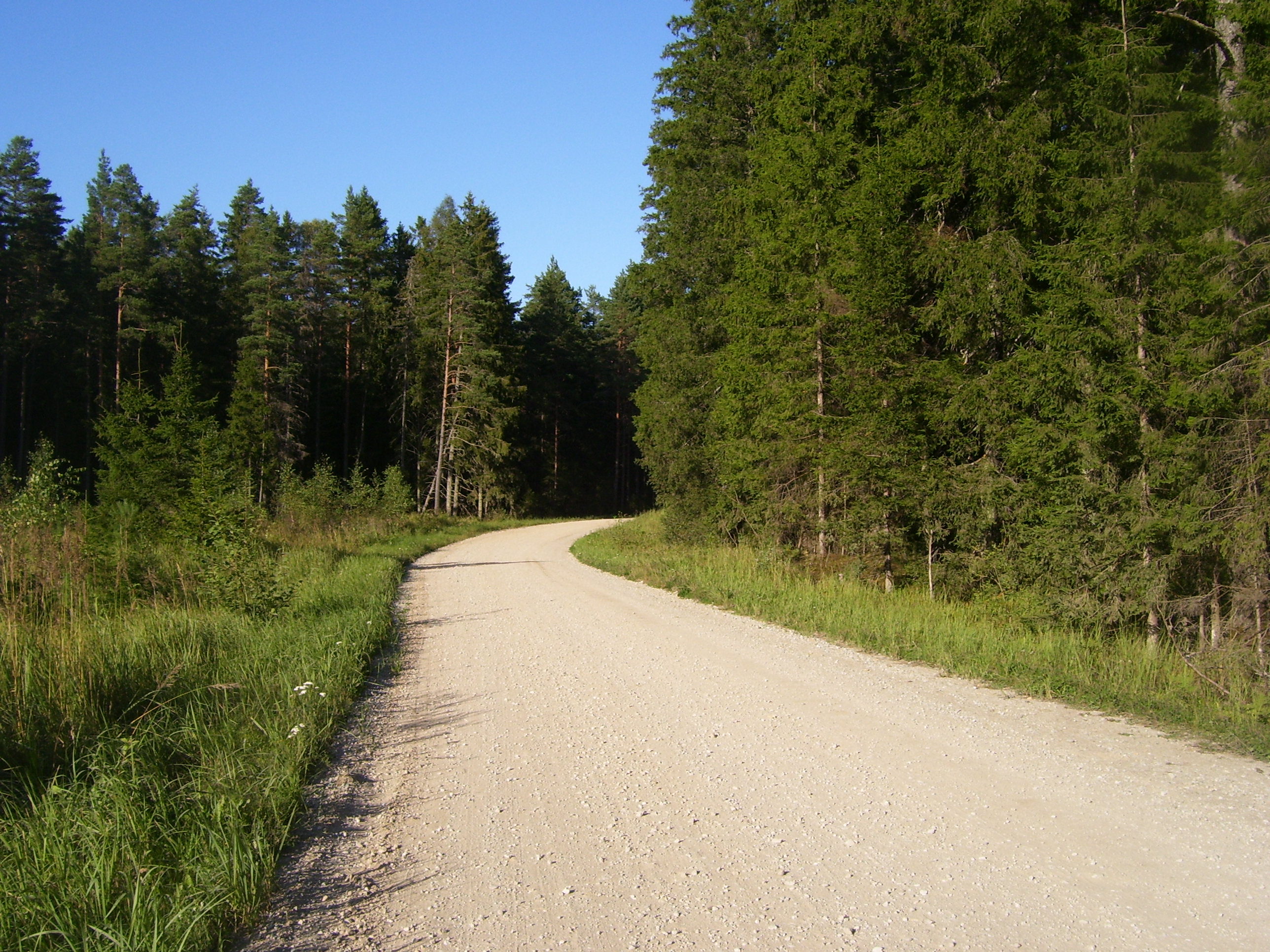
Улица Хара-теэ в районе деревни Педаспеа
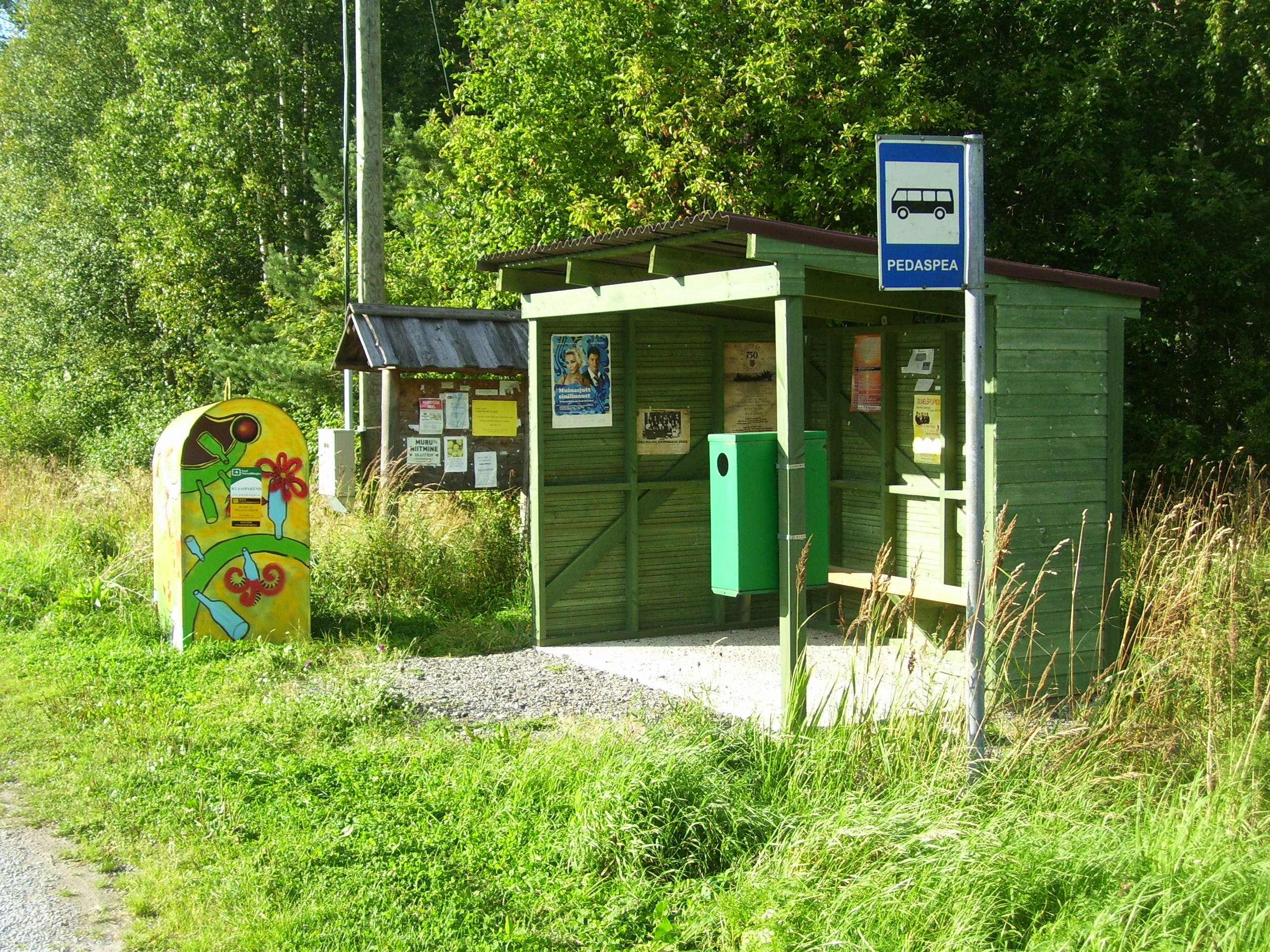
Автобусная остановка
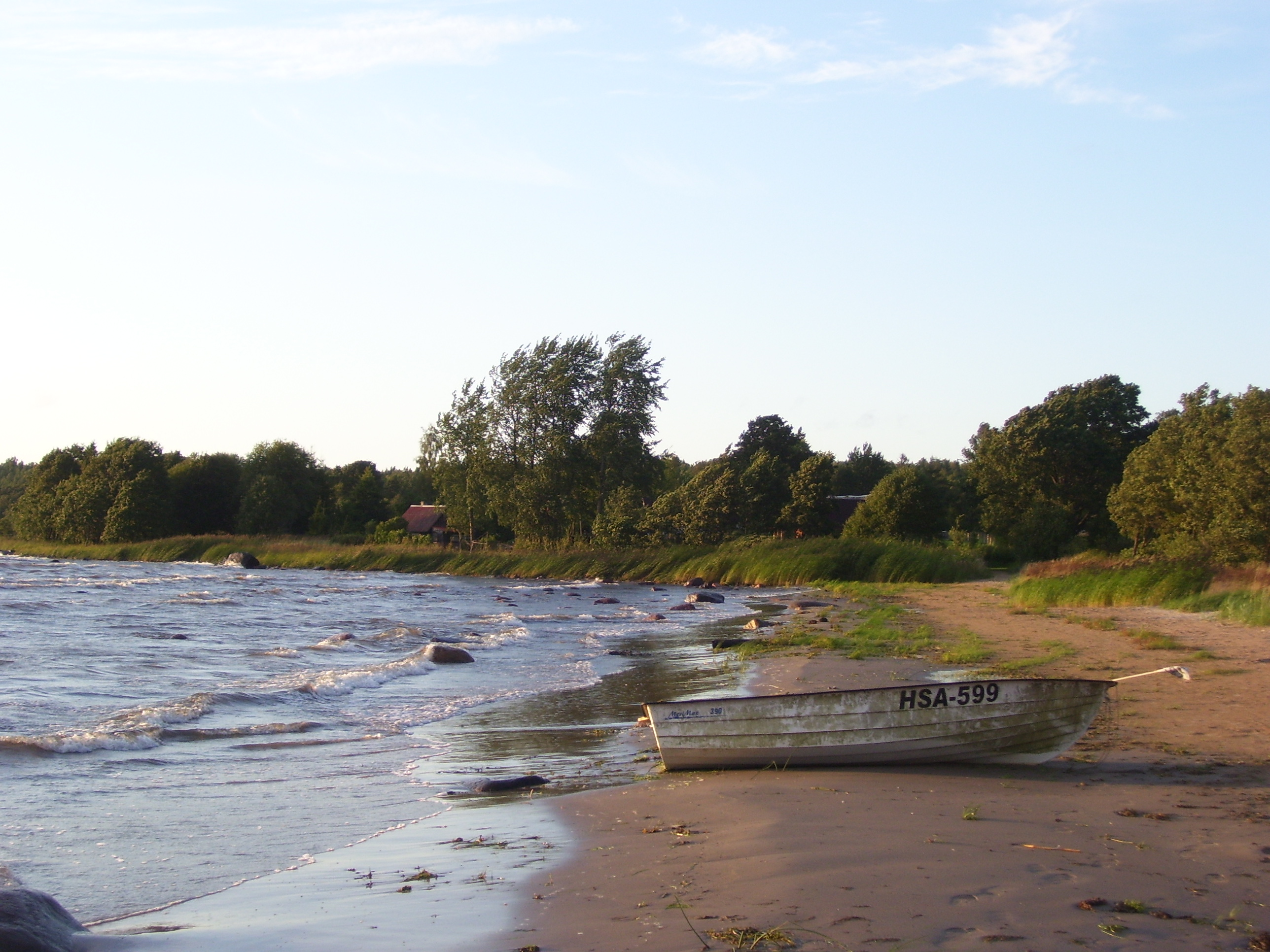
Пляж Педаспеа
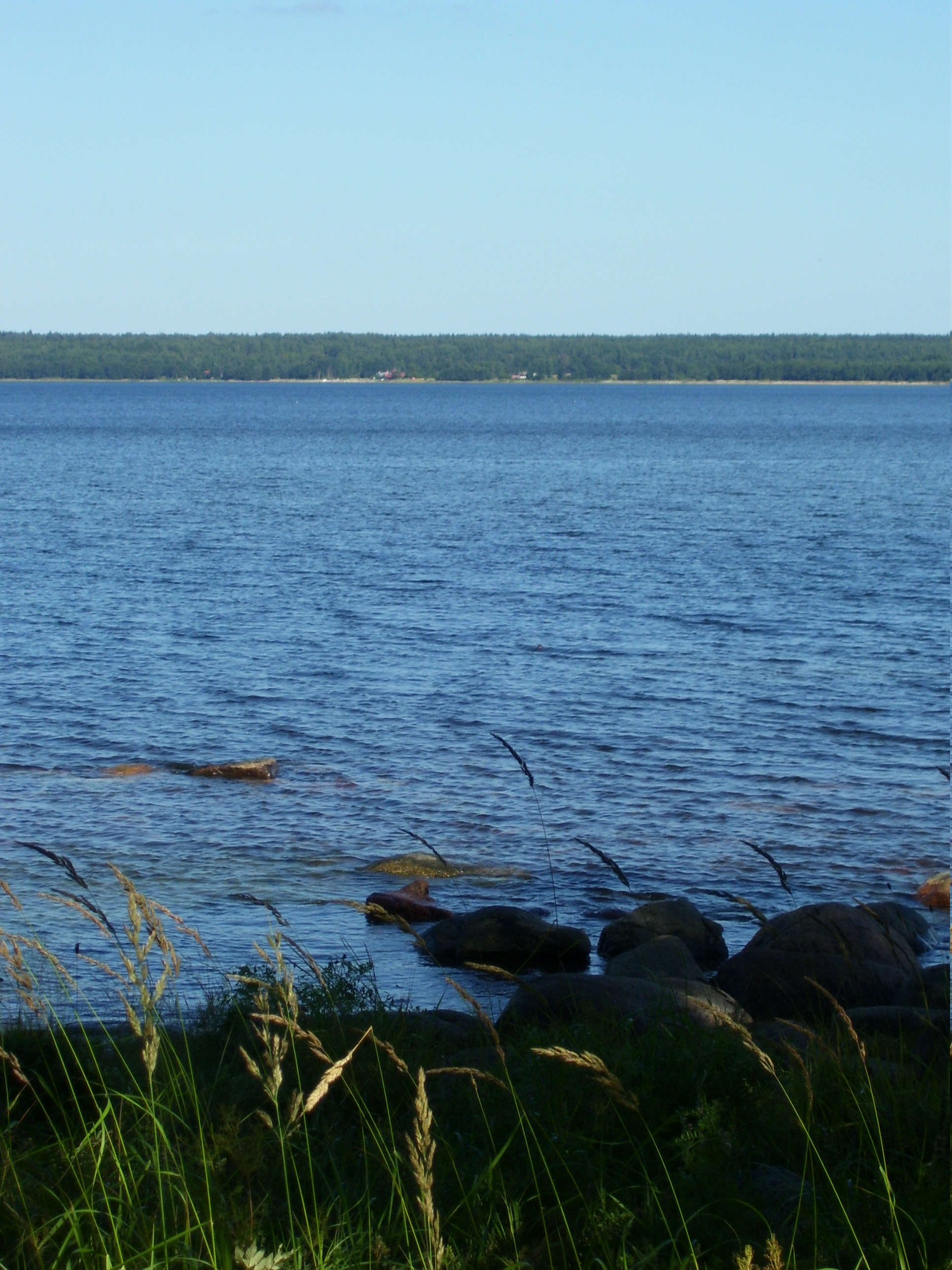
Вид на Педаспеа через залив Колга из деревни Тситре

## Комментарии
1. ↑  Эстонские топонимы, оканчивающиеся на -а, не склоняются и не имеют женского рода (исключение — Нарва)[8].